# 塞克斯法案
塞克斯法案（英語：Sikes Act） (美國法典第16编 §§ 第670a–670o節)是一部1960年9月15日列入美國法律的法案。它提供了美國內政部、美國國防部和一些計劃、發展、維護軍事保留地內的魚類和野生動物資源的美國州立機構以合作機會。